# Penichroa fasciata
Penichroa fasciata là một loài bọ cánh cứng trong họ Cerambycidae.